# Historical Dictionaries of Religions, Philosophies, and Movements Series
Historical Dictionaries of Religions, Philosophies, and Movements Series ist eine Buchreihe mit historischen Lexika zu verschiedenen Religionen, philosophischen Systemen und sozialen Bewegungen, die seit 1993 bei der Scarecrow Press erscheint. Bisher erschienen über 100 Bände. Herausgeber der Reihe (Series Editor) ist Jon Woronoff. Einige Out-of-print-Bände erschienen in der Reihe in zweiter Auflage unter einer neuen Nummer. Einige Inhalte der Reihe erschienen auch in der Buchreihe der "A to Z" Guides Series der Scarecrow Press.

## Übersicht
- 1. Buddhism, Charles S. Prebish, 1993
- 2. Mormonism, Davis Bitton, 1994. Out of print. Siehe Nr. 32.
- 3. Ecumenical Christianity, Ans Joachim van der Bent, 1994
- 4. Terrorism, Sean Anderson and Stephen Sloan, 1995. Out of print. Siehe Nr. 41.
- 5. Sikhism, W. H. McLeod, 1995
- 6. Feminism, Janet K. Boles and Diane Long Hoeveler, 1995. Out of print. Siehe Nr. 52.
- 7. Olympic Movement, Ian Buchanan and Bill Mallon, 1995. Out of print. Siehe Nr. 39.
- 8. Methodism, Charles Yrigoyen Jr. and Susan E. Warrick, 1996. Out of Print. Siehe Nr. 57.
- 9. Orthodox Church, Michael Prokurat, Alexander Golitzin, and Michael D. Peterson, 1996
- 10. Organized Labor, James C. Docherty, 1996. Out of print. Siehe Nr. 50.
- 11. Civil Rights Movement, Ralph E. Luker, 1997
- 12. Catholicism, William J. Collinge, 1997
- 13. Hinduism, Bruce M. Sullivan, 1997
- 14. North American Environmentalism, Edward R. Wells and Alan M. Schwartz, 1997
- 15. Welfare State, Bent Greve, 1998
- 16. Socialism, James C. Docherty, 1997
- 17. Bahá’í Faith, Hugh C. Adamson and Philip Hainsworth, 1998
- 18. Taoism, Julian F. Pas in cooperation with Man Kam Leung, 1998
- 19. Judaism, Norman Solomon, 1998
- 20. Green Movement, Elim Papadakis, 1998
- 21. Nietzscheanism, Carol Diethe, 1999
- 22. Gay Liberation Movement, Ronald J. Hunt, 1999
- 23. Islamic Fundamentalist Movements in the Arab World, Iran, and Turkey, Ahmad S. Moussalli, 1999
- 24. Reformed Churches, Robert Benedetto, Darrell L. Guder, and Donald K. McKim, 1999
- 25. Baptists, William H. Brackney, 1999
- 26. Cooperative Movement, Jack Shaffer, 1999
- 27. Reformation and Counter-Reformation, Hans J. Hillerbrand, 2000
- 28. Shakers, Holley Gene Duffield, 2000
- 29. United States Political Parties, Harold F. Bass Jr., 2000
- 30. Heidegger’s Philosophy, Alfred Denker, 2000
- 31. Zionism, Rafael Medoff and Chaim I. Waxman, 2000
- 32. Mormonism, 2nd ed., Davis Bitton, 2000
- 33. Kierkegaard’s Philosophy, Julia Watkin, 2001
- 34. Hegelian Philosophy, John W. Burbidge, 2001
- 35. Lutheranism, Günther Gassmann in cooperation with Duane H. Larson and Mark W. Oldenburg, 2001
- 36. Holiness Movement, William Kostlevy, 2001
- 37. Islam, Ludwig W. Adamec, 2001
- 38. Shinto, Stuart D. B. Picken, 2002
- 39. Olympic Movement, 2nd ed., Ian Buchanan and Bill Mallon, 2001
- 40. Slavery and Abolition, Martin A. Klein, 2002
- 41. Terrorism, 2nd ed., Sean Anderson and Stephen Sloan, 2002
- 42. New Religious Movements, George D. Chryssides, 2001
- 43. Prophets in Islam and Judaism, Scott B. Noegel and Brannon M. Wheeler, 2002
- 44. The Friends (Quakers), Margery Post Abbott, Mary Ellen Chijioke, Pink Dandelion, and John William Oliver Jr., 2003
- 45. Lesbian Liberation Movement: Still the Rage, JoAnne Myers, 2003
- 46. Descartes and Cartesian Philosophy, Roger Ariew, Dennis Des Chene, Douglas M. Jesseph, Tad M. Schmaltz, and Theo Verbeek, 2003
- 47. Witchcraft, Michael D. Bailey, 2003
- 48. Unitarian Universalism, Mark W. Harris, 2004
- 49. New Age Movements, Michael York, 2004
- 50. Organized Labor, 2nd ed., James C. Docherty, 2004
- 51. Utopianism, James M. Morris and Andrea L. Kross, 2004
- 52. Feminism, 2nd ed., Janet K. Boles and Diane Long Hoeveler, 2004
- 53. Jainism, Kristi L. Wiley, 2004
- 54. Wittgenstein’s Philosophy, Duncan Richter, 2004
- 55. Schopenhauer’s Philosophy, David E. Cartwright, 2005
- 56. Seventh-Day Adventists, Gary Land, 2005
- 57. Methodism, 2nd ed.,Charles Yrigoyen Jr. and Susan E. Warrick, 2005
- 58. Sufism, John Renard, 2005
- 59. Sikhism, W. H. McLeod, 2005
- 60. Kant and Kantianism, Helmut Holzhey and Vilem Mudroch, 2005
- 61. Olympic Movement, 3rd ed., Bill Mallon with Ian Buchanan, 2006
- 62. Anglicanism, Colin Buchanan, 2006
- 63. Welfare State, 2nd ed., Bent Greve, 2006
- 64. Feminist Philosophy, Catherine Villanueva Gardner, 2006
- 65. Logic, Harry J. Gensler, 2006
- 66. Leibniz's Philosophy, Stuart Brown and Nicholas J. Fox, 2006
- 67. Non-Aligned Movement and Third World, Guy Arnold, 2006
- 68. Salvation Army, Major John G. Merritt, 2006
- 69. Judaism, 2nd ed., Norman Solomon, 2006
- 70. Epistemology, Ralph Baergen, 2006
- 71. Bahd'f Faith, 2nd ed., Hugh C. Adamson, 2006
- 72. Aesthetics, Dabney Townsend, 2006
- 73. Socialism, 2nd ed., Peter Lamb and James C. Docherty, 2007
- 74. Marxism, David M. Walker and Daniel Gray, 2007
- 75. Nietzscheanism, 2nd ed., Carol Diethe, 2007
- 76. Medieval Philosophy and Theology, Stephen F. Brown and Juan Carlos Flores, 2007
- 77. Shamanism, Graham Harvey and Robert Wallis, 2007
- 78. Ancient Greek Philosophy, Anthony Preus, 2007
- 79. Puritans, Charles Pastoor and Galen K. Johnson, 2007
- 80. Green Movement, 2nd ed., Miranda Schreurs and Elim Papadakis, 2007
- 81. Husserl's Philosophy, John J. Drummond, 2008
- 82. Existentialism, Stephen Michelman, 2008
- 83. Zionism, 2nd ed., Rafael Medoff and Chaim I. Waxman, 2008
- 84. Coptic Church, Gawdat Gabra, 2008
- 85. Jehovah's Witnesses, George D. Chryssides, 2008
- 86. Hume's Philosophy, Kenneth R. Merrill, 2008
- 87. Shakers, Stephen J. Paterwic, 2008
- 88. Native American Movements, Todd Leahy and Raymond Wilson, 2008
- 89. Mormonism, 3rd ed., Davis Bitton and Thomas G. Alexander, 2008
- 90. Hegelian Philosophy, 2nd ed., John W. Burbidge, 2008
- 91. Ethics, Harry J. Gensler and Earl W. Spurgin, 2008
- 92. Environmentalism, Peter Dauvergne, 2009
- 93. Bertrand Russell's Philosophy, Rosalind Carey and John Ongley, 2009
- 94. Baptists, 2nd ed., William H. Brackney, 2009
- 95. Islam, 2nd ed., Ludwig W. Adamec, 2009

[...]
- 101. Heidegger's Philosophy, Frank Schalow, Alfred Denker, 2010
- 102. Jesus, Daniel J., S.J. Harrington, 2010
- 103. Metaphysics, Gary Rosenkrantz and Joshua Hoffman, 2010
- 104. Shinto, Stuart D.B. Picken, 2nd Edition edition, 2010

[...]